# Öngyilkosság Japánban
Az öngyilkosság Japánban igen jelentős nemzeti és társadalmi problémává vált. 2014-ben átlagosan 70-en követték el napi szinten, melynek túlnyomó többsége japán férfi volt. Japánnak relatíve magas az öngyilkossági rátája, azonban számuk folyamatosan csökken 2014 óta. Az ezt követő három évben 30 000 alatt volt az elkövetők száma. Az elhalálozás főként a 20-44 év közötti férfiakat érintette, amely az összes eset 71%-át jelentette.
Az öngyilkosság indítékai között szerepel a munkanélküliség (főként a gazdasági hanyatlásnak köszönhetően az 1990-es, 2008-as, 2010-es évek elején), a depresszió és társadalmi nyomás. 2007-ben a National Police Agency (NPA) felülvizsgálta a motivációk kategorizálását, 50 lehetséges okot határoztak meg, mindegyikhez legalább 3 szempontot felsorolva. A munka elvesztését követő öngyilkosságok 65,3%-kal, míg az egyéb nehézségekhez köthetőek száma 34,3%-kal nőtt. A depresszió továbbra is a lista élén áll, és 7,1%-kal nőtt 2016 óta.
A japán kultúrában nagy múltja volt a becsületből elkövetett öngyilkosságnak. Ilyen például a szamurájok rituális öngyilkossága, melyet az elfogatásuk megelőzéseképpen követtek el, vagy akár azon pilóták hősiessége, akik a II. világháborúban az ellenség közé vezették a gépeiket, továbbá azok a katonák is, akik rettenthetetlenül az ellenség közé rohantak, mindezt azért, hogy ne hozzanak szégyent a családjaikra. 1990 óta jelentősen megemelkedett az öngyilkosok száma. Például 1998-ban 34,7%-kal nőtt a számuk az azt megelőző évhez képest. Ez arra ösztönözte a japán kormányt, hogy anyagilag többet fordítsanak az öngyilkosság megelőzésére, illetve azokra, akik a sikertelen kísérletekből kívánnak felépülni.

## Demográfia és helyszínek
Alapvetően a legtöbb öngyilkosságot férfiak követik el. 2009-ben a férfiak körében elkövetett öngyilkosság 641-ről 23 472-re nőtt (40-69 éves korosztályt is beleszámítva, akik az összes eset 40,8%-át teszik ki). Az öngyilkosság volt a legjellemzőbb halálhoz vezető ok a 20-44 éves férfiaknál. Például a statisztikák szerint a férfiak kétszer nagyobb valószínűséggel vetnek véget életüknek egy válás esetében, mint nőtársaik. Ugyanakkor a 15-34 éves japán nők körében is az öngyilkosság az egyik legjellemzőbb halál ok. 2009-ben az öngyilkosok száma 2%-kal 32 845-re nőtt, meghaladva a 30 000-et, és így közel 26 eset jut 100 000 emberre.
Gyakori hely az öngyilkosságra például az Aokigahara erdő, amely a Fudzsi hegy tövében található. Az 1988-ig tartó időszakban évente 30-an vetettek véget életünket azon a helyen. 1999-ben összesen 74-en, 2002-ben pedig rekord létszámmal 78-an követtek el öngyilkosságot ugyanitt. A következő évben megdőlt ez a rekord, 2003-ban már 105 holttestet találtak. Mára ezt a területet rendőrök felügyelik, keresve a potenciális áldozatokat. A rendőrségi felmérések szerint 2010-ben 247 öngyilkossági kísérletre került sor az erdőben (melyből 54 halálos kimenetelű volt).
Továbbá az öngyilkosságot elkövetők között közkedvelt helynek számítanak a vasúti sínek, ilyen például a Chuo Rapid Line útvonala. 2010-ben Akita prefektúrában volt a legmagasabb az öngyilkosok száma, összesen 31,86 fő/ 100 000 lakos, amely 28%-kal magasabb a nemzeti átlagnál, ami 22,94 fő/ 100 000 lakos. A legalacsonyabb öngyilkossági arány Nara prefektúrában található, mindössze 17,28 áldozat 100 000 lakosra osztva.
Jelenleg a fiatalság körében is súlyos problémává vált ez a jelenség. Közel 2000 középiskolás diák követett el öngyilkosságot az iskolai zaklatások következtében. A 2014-es statisztikák szerint ez volt az első alkalom, hogy a 10-19 évesek körében a legnagyobb számú elhalálozás szintén az öngyilkosság miatt volt.

## Történelem és jelenkor
Történelmileg, Japán egy férfiak által uralt társadalom, erős családi kötelékekkel és társadalmi elvárásokkal. Azonban amikor megszűnt az „egy munkahely egy életen át” illúziója, ezek a családfők a munkahely labilitásával és a munkanélküliség stigmájával kerültek szembe. Japán gazdasága, amely globális szinten a harmadik helyet foglalta el, a második világháború óta nem látott súlyos gazdasági problémákkal találta szembe magát 2009 elején, amikor a nemzeti munkanélküliségi ráta elérte az 5,7%-ot. A munkanélküliek közül került ki az összes öngyilkosság 57%-a, ami a legmagasabb arány egy adott csoporton belül. A munkahelyek elvesztése következtében a társadalmi egyenlőtlenség is nőtt (a Gini-index alapján mérve), mely tanulmányok szerint is arányosan növelte az öngyilkosságok számát Japánban más OECD országokhoz képest. A dolgozók körében az öngyilkossági statisztikákat befolyásolják olyan tényezők, mint a munkahely megtartása miatti stressz, a több túlóra és a kevesebb szabadnap, illetve táppénz igénybe vétele. A kormányzati adatok szerint a munka következtében felmerülő fáradtság és az egészségi problémák, beleértve a munka miatt kialakuló depressziót is, az öngyilkosságok elsődleges okai voltak, amelyek hátrányosan érintették a dolgozók szociális jólétét és az öngyilkosságok 47%-át tették ki, 2008-ban. Az előző évben 2207 munkával kapcsolatos öngyilkosság közül a leggyakoribb ok (672 öngyilkosság esetében) a munka túlzásba vitele, más néven a karósi volt.
Az évente előforduló nagyszámú idősek közötti öngyilkosság okául a korai nyugdíjba kényszerítést tartják. Ennek következtében számos vállalat, közösség és önkormányzat is lépéseket tett: programokat és tanfolyamokat kínálnak a frissen nyugdíjazott időseknek, hogy megelőzzék az elszigetelődést, a magányt és a céltalanságot, amelyek fokozott veszélyt jelenthetnek az idős korosztályba tartozókra. A fogyasztói hitelintézeteknek is sok közük van az öngyilkossági arányokhoz. A National Police Agency kijelentette, hogy az öngyilkosságok egynegyedét pénzügyi problémák okozzák. Sok halálesetet az úgynevezett inszeki-dzsinszacuval (felelősség motiválta öngyilkossággal) jellemeznek. A japán bankok rendkívül nehéz feltételeket szabnak a kölcsönökre, és arra kényszerítik a hitelfelvevőket, hogy olyan rokonokat és barátokat kérjenek fel kezesként, akik törleszteni tudják a nem teljesített hiteleket, ezzel hatalmas bűntudatot és kétségbeesést generálva a hitelfelvevőnek. Inkább, mint hogy ezt a terhet a hitel kezeseire hárítsák, a ki nem fizetett hitelüket és adósságaikat az életbiztosításukkal próbálják kiegyenlíteni. 2005 Üzleti évében 17 fogyasztói hitelintézet összesen 4,3 milliárd jent kapott életbiztosításokból 4908 hitelfelvevő személytől, amely az adott évben elkövetett összesen 32 552 öngyilkosság közel 15%-a. Ügyvédek és más szakértők szerint is néhány esetben a behajtók addig zaklatják az adósokat, amíg ezt az utat nem választják.

## Kulturális attitűd
A japán társadalom hozzáállása az öngyilkossághoz "toleránsnak" nevezhető, és sok esetben ezt a tettet erkölcsileg felelősségteljes cselekvésnek tekintik. Ez a kulturális tolerancia a katonai öngyilkosság történelmi funkciójából eredhet. A feudális Japánban a szamuráj (japán harcos) tiszteletre méltó öngyilkosságát (szeppuku) a kudarcra vagy a csatában elkerülhetetlen vereségre adott igazságos választásnak tekintették. Hagyományosan a szeppuku a has karddal történő felvágását jelentette. Ennek célja az volt, hogy rászabadítsa a szamuráj lelkét az ellenségre és elkerülje a tisztességtelen kivégzést. Ma a becsületbeli ügyek miatt elkövetett öngyilkosságot harakirinek is nevezik.
Az öngyilkosság kulturális toleranciája Japánban az amae fogalmával is magyarázható, vagyis annak a szüksége, hogy függjünk másoktól és elfogadjanak minket. A japánok az elfogadást és a megfelelést jobban értékelik az egyéniségnél. Ebből a perspektívából következik, hogy az ember olyan, amilyennek mások megítélik. Végső soron ez gyenge énfogalomhoz vezethet és nagyobb valószínűséggel fognak öngyilkosságot fontolgatni, ha valaki elidegenedik egy közösségtől.
Az öngyilkosság kulturális öröksége, mint nemes hagyomány, elmondható, hogy a mai napig él. Míg egy költekezési botrányt vizsgáltak, Tosikacu Macuoka miniszterelnök 2007-ben véget vetett életének. Tokió egykori kormányzója, Isihara Sintaró úgy jellemezte, mint aki egy "valódi szamuráj", aki megvédte a becsületét. Isihara volt a forgatókönyvírója az "Én meghalok érted" című filmnek, ami a második világháborús kamikaze pilóták emlékét és bátorságát dicséri.
A 90-es évektől a közvélemény egyre aggodalmasabb lett, különösen a serdülők és a fiatal felnőttek internet használatának tendenciája, valamint az öngyilkossággal összefüggő webhelyek növekvő népszerűsége keltett aggodalmat a nyilvánosságban és a médiában amiatt, hogy az internetes kultúra hogyan járulhat hozzá a magasabb öngyilkossági rátákhoz.
Az egyik olyan jelenség, amely különösen aggasztó a sindzsü (öngyilkossági paktum), amelyet az egyének kötnek meg, jellemzően idegenek, internetes fórumokon és üzenőfalakon keresztül. Ezeket a szerződések, amelyeket népszerűen "internetes csoportos öngyilkosságnak" neveznek, amelyek azzal a szándékkal alakulnak ki, hogy minden egyén ugyanolyan öngyilkosságot kövessen el, ugyanazzal a módszerrel.
Míg a csoportos öngyilkosság koncepciója történelmileg jelen van a japán kultúrában, a hagyományos sindzsü különbözik a modern internetes csoport öngyilkosságtól, mert szerelmesek vagy családtagok, nem pedig idegenek között történik. A másik különbség az, hogy nem kell kölcsönös beleegyezés azok részéről, akik a történeti sindzsüt követik el. Más szavakkal, a sindzsü bizonyos formái nyugati kultúrákban "gyilkosság-öngyilkosságnak" tekinthetők, nem pedig öngyilkosságnak. Erre lehet példa egy anya, aki megölte gyermekeit, majd magával is végzett. A japán irodalom egyik példája a Csikamacu Monzaemon 1703-as bábjátékának, Szonezaki Sindzsü (A Szonezaki- szerelmi öngyilkosságok) című műve, amelyet később a kabuki színházra is átírtak. A bábjáték inspirációja egy tényleges kettős szerelmi öngyilkosság volt, melyet két egymástól eltiltott szerelmes követett el nem sokkal a darab megírása előtt.
Fontos megjegyezni azt is, hogy ezek a modern sindzsük nem kapták meg ugyanazt a toleranciát vagy társadalmi elfogadást a japán médiától, mint a becsületbeli öngyilkosság (szeppuku vagy harakiri). Az internetes csoportos öngyilkosságokat a média általában gondolat nélküli és impulzív cselekményként ábrázolja, mert úgy tűnik, nincs olyan kényszerítő ok, amiért az egyének ilyen paktumokba lépnek. Ezzel szemben a szeppuku és a harakiri különleges funkciót szolgálnak: inkább megőrzik a becsületet, minthogy az ellenség kezétől vesszenek el. Azonban ezt a felfogást is megkérdőjelezte Ozava de-Silva az internetes csoportos öngyilkosságot érintő kutatásával. Ö ugyanis azt állítja, hogy ezek a halálesetek "súlyos egzisztenciális szenvedések jellemzik, az élet értelmének (ikigai) elvesztését ..." és egy mélyreható a magány, valamint a másokkal való kapcsolat hiánya.
Összességében a modern közvélemény aggodalma Japán növekvő öngyilkossági rátája miatt oda vezetett, hogy a jelenségre, mint társadalmi kérdésre összpontosít, nem pedig a közegészségügyi problémára. A különbség itt az, hogy a japán kultúra hangsúlyozza, hogy a rossz társadalmi beilleszkedés és a társadalmi tényezők nagyobb szerepet játszanak abban, hogy az egyén döntésében öngyilkosságot kövessen el, minthogy orvosi vagy pszichológiai okkal magyarázzák. Ráadásul Japánban még mindig fennáll a szellemi betegséggel kapcsolatos megbélyegzés. Így nagyobb hangsúlyt fektettek a gazdasági stabilitást (vagyis a jólétet) támogató társadalmi programok reformjára, mint a speciális mentális egészségügyi szolgáltatások létrehozására.

## A kormány válasza
2007-ben a kormány kilenclépcsős tervet, egy úgynevezett "öngyilkossági fehér könyv"-et adott ki, amely reményei szerint 2017-re 20%-kal csökkenti az öngyilkosok számát. A fehér könyv célja, hogy ösztönözze az öngyilkosság kiváltó okainak vizsgálatát azért, hogy a jövőben megakadályozza azokat. Továbbá célja az is, hogy az öngyilkossággal kapcsolatos kulturális hozzáállást megváltoztassa és a sikertelen öngyilkosságot elkövetők kezelését fejlessze. Ennek okául 2009-ben a japán kormány 15,8 milliárd jent szánt az öngyilkosság megelőzésére irányuló stratégiákra.
Japán 12,4 milliárd jent (133 millió dollárt) fordított az öngyilkosságok megelőzésére a 2010-es pénzügyi évre, mely 2011 márciusában zárult le azzal a céllal, hogy tanácsadást biztosítson azok számára, akiknek nagy adósságai vannak, és akiknek depresszió kezelésére van szükségük.
Annak ellenére, hogy 2009-ben nőtt az öngyilkosságot elkövetők száma, a kormány azt állítja, hogy szeptember óta biztató jelek vannak. A Cabinet Office szerint az éves összehasonlításban csökkent a havi öngyilkosok száma 2009 szeptembere 2010 áprilisa között. Az NPA által készített előzetes adatok szerint az előző évhez képest 9,0%-kal csökkent ezen esetek száma.

## Fordítás
- Ez a szócikk részben vagy egészben  a   Suicide in Japan című angol Wikipédia-szócikk fordításán alapul.  Az eredeti cikk szerkesztőit annak laptörténete sorolja fel. Ez a jelzés csupán a megfogalmazás eredetét és a szerzői jogokat jelzi, nem szolgál a cikkben szereplő információk forrásmegjelöléseként.